# Sufflamen verres
Sufflamen verres är en fiskart som först beskrevs av Gilbert och Edwin Chapin Starks 1904.  Sufflamen verres ingår i släktet Sufflamen och familjen tryckarfiskar. IUCN kategoriserar arten globalt som livskraftig. Inga underarter finns listade i Catalogue of Life.